# Arkadiusz Kułynycz
Arkadiusz Marcin Kułynycz (26 dicembre 1992) è un lottatore polacco, specializzato nella lotta greco-romana.

## Biografia

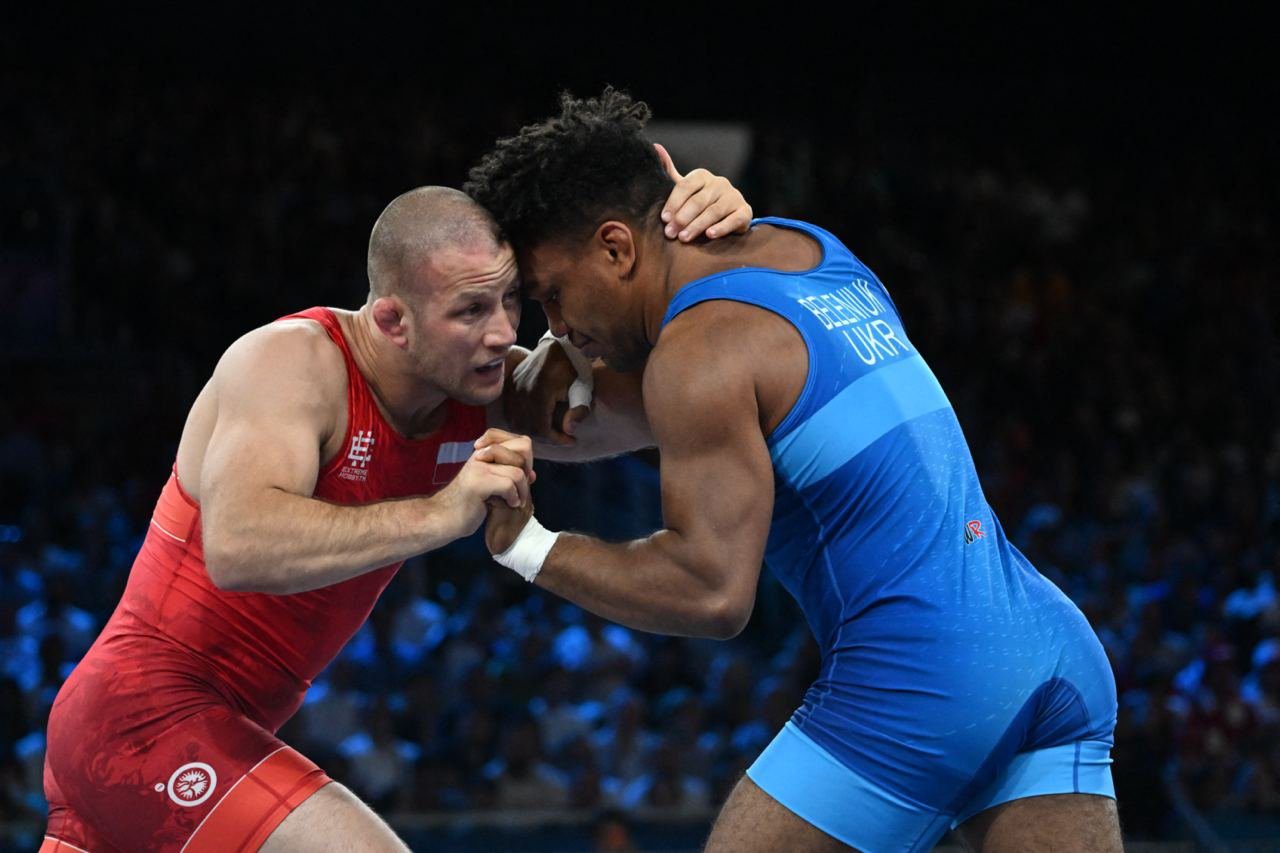
Arkadiusz Kułynycz (in rosso) e Žan Belenjuk e ai Giochi olimpici estivi di.

Ai Giochi europei di Minsk 2019 ha vinto la medaglia di bronzo nel torneo della lotta greco romana, categoria 87 kg.
Ai mondiali di Oslo 2021 ha vinto il bronzo, battendo l'ungherese István Takács nella finale per il terzo posto.
Ha rappresentato la Polonia ai Giochi olimpici estivi di Parigi 2024, dove è stato estromesso dal tabellone principale del torneo degli 87 kg ai quarti dall'iraniano Alireza Mohmadi (poi vincitore dell'argento), dopo aver superato il turco Ali Cengiz agli ottavi. Ai ripescaggi ha sconfitto il colombiano Carlos Muñoz in semifinale ed ha perso la finale per il bronzo contro l'ucraino Žan Belenjuk.

## Palmarès
| Anno | Manifestazione           | Sede           | Evento | Risultato | Note |
| ---- | ------------------------ | -------------- | ------ | --------- | ---- |
| 2007 | Giochi baltici giovanili | Neubrandenburg | 46 kg  | 5º        |      |
| 2007 | Europei cadetti          | Varsavia       | 42 kg  | 15º       |      |
| 2011 | Mondiali junior          | Bucarest       | 74 kg  | Bronzo    |      |
| 2012 | Europei junior           | Belgrado       | 74 kg  | 9º        |      |
| 2012 | Europei junior           | Zagabria       | 74 kg  | Bronzo    |      |
| 2012 | Mondiali junior          | Pattaya        | 74 kg  | 17º       |      |
| 2013 | Universiadi              | Kazan'         | 74 kg  | 5º        |      |
| 2014 | Mondiali universitari    | Pécs           | 75 kg  | Bronzo    |      |
| 2014 | Mondiali                 | Tashkent       | 75 kg  | 36º       |      |
| 2016 | Europei                  | Riga           | 75 kg  | 14º       |      |
| 2016 | Mondiali universitari    | Çorum          | 80 kg  | 8º        |      |
| 2017 | Europei                  | Novi Sad       | 75 kg  | 16º       |      |
| 2019 | Giochi europei           | Minsk          | 87 kg  | Bronzo    |      |
| 2019 | Mondiali                 | Nur-Sultan     | 87 kg  | 17º       |      |
| 2020 | Europei                  | Roma           | 87 kg  | 8º        |      |
| 2021 | Europei                  | Varsavia       | 87 kg  | 18º       |      |
| 2021 | Mondiali                 | Oslo           | 87 kg  | Bronzo    |      |
| 2022 | Europei                  | Budapest       | 87 kg  | 11º       |      |
| 2023 | Europei                  | Zagabria       | 87 kg  | 14º       |      |
| 2023 | Mondiali                 | Belgrado       | 87 kg  | 12º       |      |
| 2024 | Giochi olimpici          | Parigi         | 87 kg  | 5º        |      |